# Cleodoxus carinatus
Cleodoxus carinatus là một loài bọ cánh cứng trong họ Cerambycidae.